# Кіммі Репонд
Кіммі Вів'єн Репонд (нім. Kimmy Vivienne Repond; нар. 18 жовтня 2006, Базель, Швейцарія) — швейцарська фігуристка, що виступає в жіночому одиночному катанні. Бронзова призерка чемпіонату Європи (2023). Срібна призерка CS Budapest Trophy 2022, бронзова призерка CS Ice Challenge 2022. Чемпіонка (2024) та срібна призерка (2023) Чемпіонату Швейцарії.
Станом на 18 листопада 2024 року посідає 12-е місце в рейтингу Міжнародного союзу ковзанярів.

## Біографія
Народилася 18 жовтня 2006 року в Базелі, Швейцарія. Батько Рене Репонд — консультант з менеджменту, матір Клаудія Репонд — юристка. Має трьох сестер — Сідоні, Джеремі та Келін. Усі вони займалися фігурним катанням. Окрім фігурного катання, Кіммі також є аматорською моделлю. Вона планує будувати медицинську кар'єру, коли завершить спортивну.

## Спортивна кар'єра

#### Сезон 2021—2022
У вересні 2021 року Кіммі Репонд дебютувала на юніорському етапі Гран-прі Словаччини під керівництвом своєї старшої сестри Джеремі. Вона фінішувала восьмою в короткій і довільній програмах і посіла восьме місце в загальному заліку. Восени вона брала участь ще в трьох міжнародних юніорських змаганнях, взявши титули на Trophée Métropole Nice 2021 і NRW Trophy 2021, а також посіла друге місце на Santa Claus Cup 2021, поступившись Ніні Пінцароне з Бельгії.
Наприкінці січня 2022 року фігуристка завоювала свій другий чемпіонський титул серед юніорів Швейцарії і була призначена на Чемпіонат світу серед юніорів 2022. На Чемпіонаті, що проходив у Таллінні, Естонія, Репонд посіла восьме місце в короткій програмі та сьоме у довільній. В загальному заліку вона стала сьомою.

#### Сезон 2022—2023
Репонд відкрила свій сезон на початку вересня на Junior Grand Prix Latvia 2022, де вона посіла четверте місце в короткій програмі. Вона опустилася до шостого місця у довільній програмі та фінішувала шостою в загальному заліку. На своєму другому етапі юніорських Гран-прі — 2022 Junior Grand Prix Poland Репонд посіла сьоме місце в короткій програмі. Проте завдяки чистому катанню та новому особистому рекорду у довільній програмі вона піднялася на четверте місце в довільній програмі та четверте в загальному заліку, що стало її найкращим результатом на юніорських етапах Гран-прі.
У жовтні Репонд брала участь у своєму першому міжнародному змаганні серед дорослих — 2022 CS Budapest Trophy. Вона виграла коротку програму з новим особистим найкращим результатом, але стала третьою у довільній програмі. В загальному заліку вона фінішувала другою.
Репонд брала участь у 2022 CS Ice Challenge, що відбувся в Граці, Австрія. Лікарі виявили в фігуристки частковий перелом стопи за кілька днів до змагань, але вона все одно вирішила виступати, щоб відібратися на Чемпіонат Європи. Вона посіла дев’яте місце в короткій програмі, але піднялася на друге місце в довільній, посівши третє місце в загальному заліку. Після змагань вона зробила 3-тижневу перерву, щоб стопа загоїлася. Через це вона пропустила два міжнародних змагання.
Репонд брала участь у своєму першому Чемпіонаті Швейцарії серед дорослих у середині грудня. Вона посіла третє місце в короткій програмі та перше у довільній, а у загальному заліку стала другою.
На Чемпіонаті Європи, який відбувся в Еспоо наприкінці січня, Репонд посіла третє місце в короткій програмі, поступившись грузинській фігуристці Анастасії Губановій і бельгійській фігуристці Луні Гендрікс. Вона була другою у довільній програмі, а в загальному заліку стала третьою.
На Чемпіонаті світу серед юніорів в Калгарі посіла сьоме місце в загальному заліку.
На Чемпіонаті світу серед дорослих стала тринадцятою в короткій програмі і восьмою в довільній. В загальному заліку стала восьмою.

#### Сезон 2023—2024

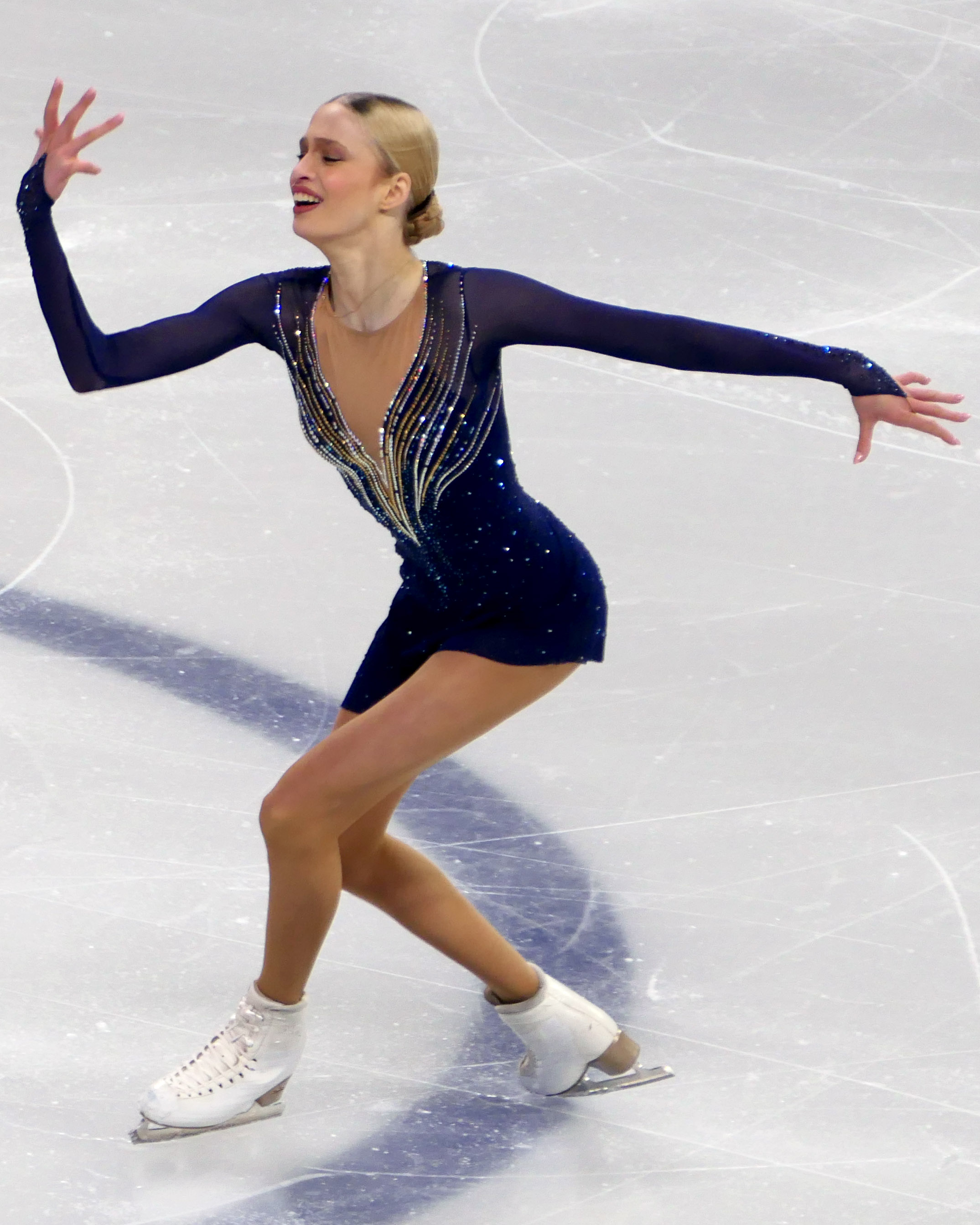
Репонд виступає на Чемпіонаті світу 2024 року

Репонд розпочала новий сезон на CS Nebelhorn Trophy 2023 у вересні. Вона посіла третє місце в короткій програмі, незважаючи на падіння на своєму сольному потрійному лутці, а пізніше піднялася на перше місце в довільній програмі, і фінішувала другою в загальному заліку після Ізабо Левіто. Після цього її запросили взяти участь у Japan Open 2023 у складі команди Європи. Вона фінішувала п'ятою з шести жінок у довільній програмі, а команда виграла бронзову медаль.
Репонд дебютувала на етапі Гран-прі на Grand Prix de France 2023, де посіла десяте місце. Пізніше фігуристка розповіла, що у неї була травма, яку вона отримала на Nebelhorn Trophy у вересні, і що вона не братиме участь у своєму другому етапі Гран-прі, Grand Prix of Espoo 2023.
На Чемпіонаті Швейцарії 2024 року Репонд стала чемпіонкою. На Чемпіонаті Європи 2024 року посіла сьоме місце.
На Чемпіонаті світу 2024 року Кіммі Репонд посіла 12-те місце у короткій програмі і 4-те місце у довільній. У загальному заліку фігуристка стала п'ятою.

#### Сезон 2024—2025

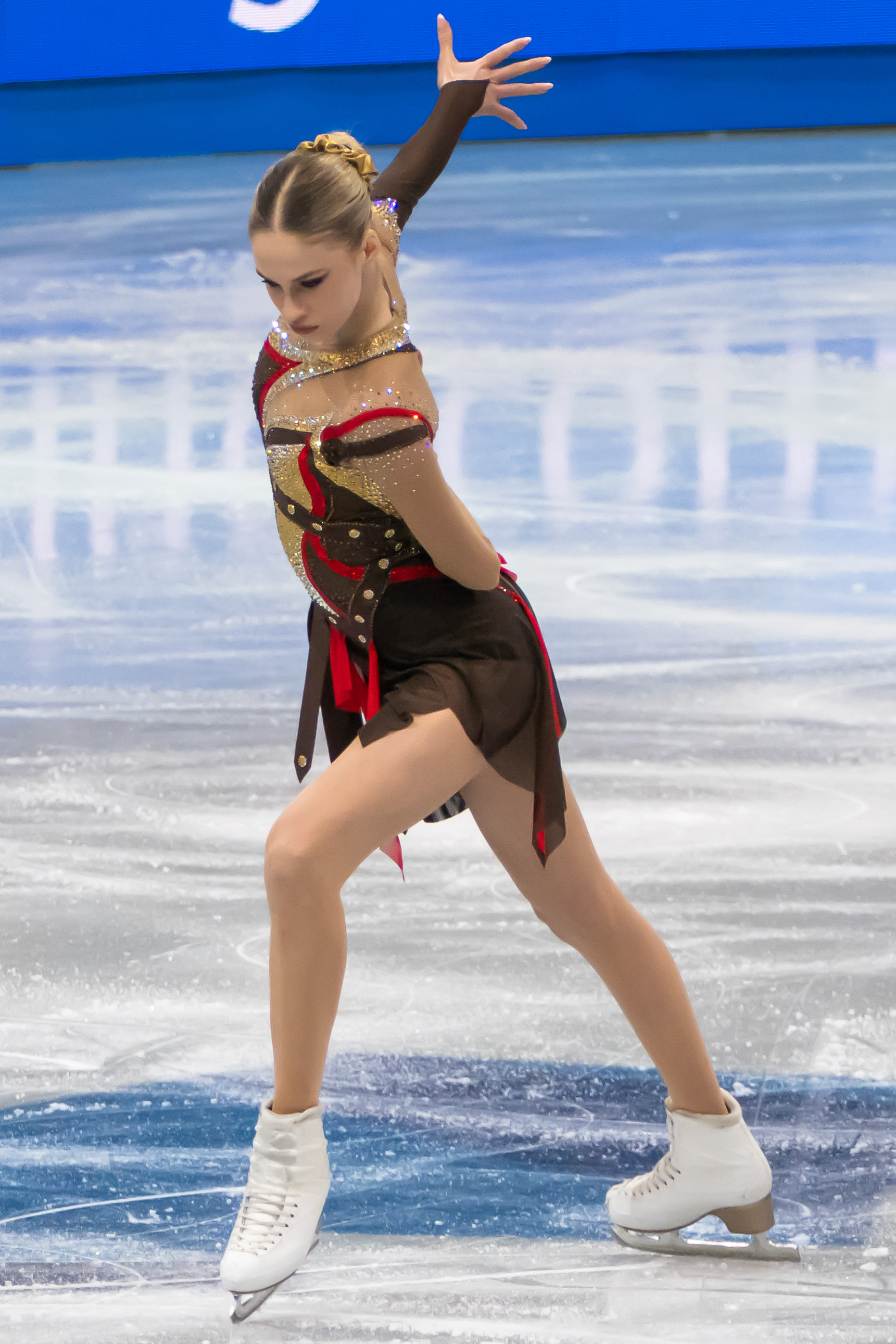
Репонд виступає на Чемпіонаті світу 2025 року

Репонд розпочала сезон з виступу на Челленджері Nebelhorn Trophy, де посіла шосте місце, а потім здобула срібну медаль на Budapest Trophy.
На етапі Гран-прі Skate Canada вона посіла четверте місце, відставши лише на 0,30 балів від бронзової призерки Хани Йосіди. На етапі Cup of China Репонд посіла шосте місце в короткій програмі та п'яте в довільній, ставши шостою в загальному заліку.
У грудні вона вдруге стала чемпіонкою Швейцарії. У січні Репонд виступала на Чемпіонаті Європи 2025 року, де посіла третє місце у короткій програмі та п'яте у довільній, ставши четвертою у загальному заліку.
На Чемпіонаті світу 2025 року фігуристка посіла десяте місце у короткій програмі та п'ятнадцяте у довільній. У загальному заліку фінішувала дванадцятою.

## Програми
| Сезон     | Коротка програма                                                                                          | Довільна програма                                                                                   | Показові номери |
| --------- | --- | --------------------------------------------------------------------------------------------------- | --- |

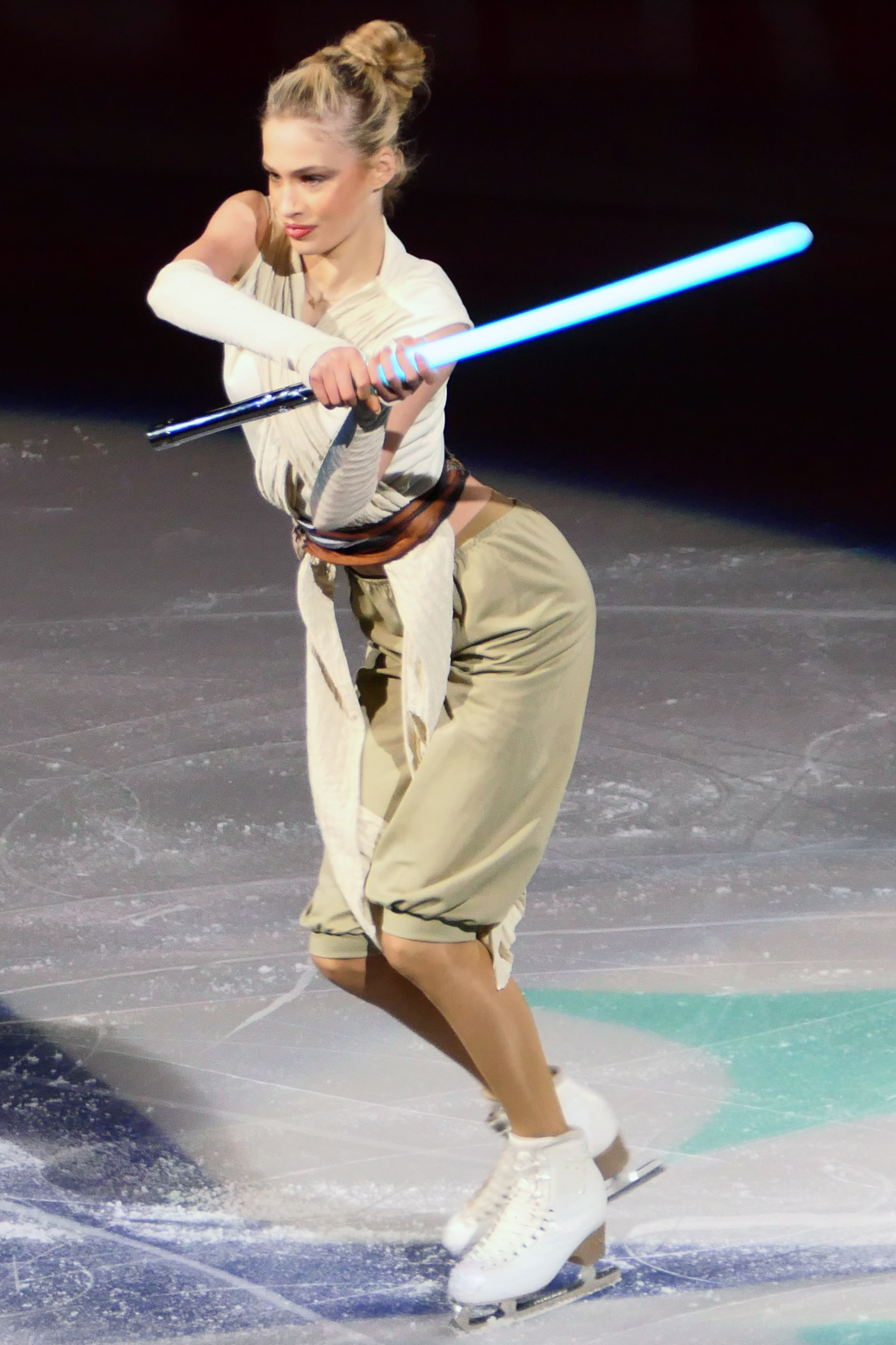
Репонд на гала-шоу Чемпіонату світу 2024 року

| 2024—2025 | - «Mother Nature» Ганс Ціммер та Raye. Хореограф-постановник Девід Вілсон                                 | - «Гладіатор» Ганс Ціммер та Ліза Джеррард. Хореограф-постановник Девід Вілсон                      | - «Pon de Replay» - «Breakin' Dishes» - «S&M» Ріанна |
| 2023—2024 | - «Voilà» Барбара Праві. Хореографія: Девід Вілсон                                                        | - «Freya» Крістіан Рейндл, Люсі Параді - «Dawn of Faith» Eternal Eclipse. Хореографія: Девід Вілсон | - «Зоряні війни»: - «Super Extra Deluxe Credits Suite» Джон Павелл, Джон Вільямс - «Good Thing You Were Listening» Джон Павелл - «Duel of the Fates (Epic Version)» Самуель Кім. Хореографія: Іван Ріґіні |
| 2022—2023 | - «Love is a Bitch» - «Go F**k Yourself» Two feet (аранжування Hugo Chouinard). Хореографія: Девід Вінкур | - «Exogenesis: Symphony» Part 3: Redemption Muse. Хореографія: Девід Вінкур                         | - «Венздей» - «Paint it Black» The Rolling Stones - «Goo Goo Muck» The Cramps - «Joke's on You» (з фільму «Хижі пташки (та фантастична Харлі Квін)»). Хореографія: Шарлотта Лоуренс                       |
| 2021—2022 | - «Run» Людовіко Ейнауді. Хореографія: Девід Вінкур                                                       | - «Exogenesis: Symphony» Part 3: Redemption Muse. Хореографія: Девід Вінкур                         | - «Ocean Eyes» Біллі Айліш |

## Спортивні досягнення
| Міжнародні                            | Міжнародні | Міжнародні | Міжнародні | Міжнародні | Міжнародні | Міжнародні | Міжнародні | Міжнародні |
| Змагання                              | 17/18      | 18/19      | 19/20      | 20/21      | 21/22      | 22/23      | 23/24      | 24/25      |
| ------------------------------------- | ---------- | ---------- | ---------- | ---------- | ---------- | ---------- | ---------- | ---------- |
| Чемпіонат світу                       |            |            |            |            |            | 8          | 5          | 12         |
| Чемпіонат Європи                      |            |            |            |            |            | 3          | 7          | 4          |
| Етап Гран-прі. Skate Canada           |            |            |            |            |            |            |            | 4          |
| Етап Гран-прі. Cup of China           |            |            |            |            |            |            |            | 6          |
| Етап Гран-прі. Grand Prix de France   |            |            |            |            |            |            | 10         |            |
| Челленджер. Nebelhorn Trophy          |            |            |            |            |            |            | 2          | 6          |
| Челленджер. Budapest Trophy           |            |            |            |            |            | 2          |            | 2          |
| Челленджер. Ice Challenge             |            |            |            |            |            | 3          |            |            |
| Міжнародні серед юніорів              |            |            |            |            |            |            |            |            |
| Чемпіонат світу серед юніорів         |            |            |            |            | 7          | 7          |            |            |
| Етап юніорського Гран-прі. Латвія     |            |            |            |            |            | 6          |            |            |
| Етап юніорського Гран-прі. Польща     |            |            |            |            |            | 4          |            |            |
| Етап юніорського Гран-прі. Словаччина |            |            |            |            | 8          |            |            |            |
| NRW Trophy                            |            |            |            | 1          | 1          |            |            |            |
| Santa Claus Cup                       |            |            |            |            | 2          |            |            |            |
| Sofia Trophy                          |            |            |            | 2          |            |            |            |            |
| Міжнародний кубок Ніцци               |            |            |            |            | 1          |            |            |            |
| Міжнародні серед новачків             |            |            |            |            |            |            |            |            |
| Bavarian Open                         |            | 1          |            |            |            |            |            |            |
| Denkova-Staviski Cup                  | 1          |            |            |            |            |            |            |            |
| Egna Spring Trophy                    | 1          | 1          |            |            |            |            |            |            |
| Golden Bear                           |            | 2          |            |            |            |            |            |            |
| Halloween Cup                         |            |            | 1          |            |            |            |            |            |
| NRW Trophy                            |            |            | 1          |            |            |            |            |            |
| Rooster Cup                           | 4          |            |            |            |            |            |            |            |
| Santa Claus Cup                       |            | 1          |            |            |            |            |            |            |
| Національні                           |            |            |            |            |            |            |            |            |
| Чемпіонат Швейцарії                   | 1          | 1          | 1          |            | 1          | 2          | 1          |            |